# DIKW
DIKW (англ. data, information, knowledge, wisdom — данные, информация, знания, мудрость) — информационная иерархия, где каждый уровень добавляет определённые свойства к предыдущему уровню. Каждый следующий уровень характеризуется большим уровнем зрелости (пригодностью к продолжению жизни) и кратно меньшим объёмом сведений.
Термин стал популярным после речи Рассела Акоффа в 1989 году при вступлении в должность президента общества en:International Society for General Systems Research, хотя основные идеи присутствуют в поэме Т. С. Элиота «The Rock» 1934 года.
- В основании находится уровень данных.
- Информация добавляет контекст.
- Знание добавляет «как» (механизм использования)
- Мудрость добавляет «когда» (условия использования)

Как таковая концепция DIKW является моделью для понимания важности и ограничений понятийной работы.
Основные области использования модели — управление знаниями и инженерия знаний.

## Критика
Рассел Акофф предложил знание в качестве ценности информации, что в то время вызвало одобрение в связи с пониманием наступления информационных перегрузок. Согласно Акоффу, знание — то, что превращает информацию в инструкции (рецепты). Такое понимание знаний может быть полезным (и действенным) в контексте бизнеса, но слабо согласуется с тем, что считалось знанием в течение тысяч лет, когда господствовало платоновское определение знания как множества истинных верований, которые достаточно обоснованы, чтобы в них верить. При этом знания не оставались нагромождением сведений, а составляли более или менее системную картину мира, сочетая истину и красоту. Более того, знания представлялись как чисто человеческое предприятие, как сокровище, передаваемое из поколения в поколение.
С появлением компьютеров, термин пришлось подстроить под новые реалии, поэтому к картине и была прибавлена «мудрость». Проблема, тем не менее, состоит не в том, что понятие было искажено, а в том, что вследствие этого в DIKW знание является результатом фильтрации информации, тогда как знание и связанные с ним процессы, не говоря уже о мудрости, является результатом более сложных процессов: социальных, культурных и т. п. То есть, реальная проблема DIKW в пирамидальной форме, которая даёт искажённое и сильно упрощённое представление.

## Похожие подходы
В области визуализации данных и больших данных сходная, менее философизированная, модель обогащения информации была предложена Дэйвом Кэмпбеллом (Dave Campbell) из Майкрософт:
- Сигнал (Signal)
- Данные (Data)
- Информация (Information)
- Знание (Knowledge)
- Понимание (Insight)

При этом вместе со степенью переработанности растёт и ценность информации.